# Grady Tate
Grady Tate (ur. 14 stycznia 1932 w Durham w Karolinie Północnej, zm. 8 października 2017 w Nowym Jorku) – afroamerykański perkusista i wokalista jazzowy oraz soulowy.

## Życiorys
Zaczął śpiewać w wieku czterech lat, najpierw w kościele, a potem szkole. Mając dwanaście lat, przestał z powodu mutacji. Początkowo sam uczył się grać na perkusji. Podstawy gry jazzowej zdobył w orkiestrze wojskowej, służąc w latach 1951–1955 w Siłach Powietrznych Stanów Zjednoczonych. Kolega z zespołu, trębacz i bandlider Bill Berry, zaaranżował dla niego także kilka utworów jako wokalisty.
Zwolniony z wojska w stopniu sierżanta sztabowego (SSGT), wrócił do Durham i podjął naukę w North Carolina College (obecnie North Carolina Central University). Studiował psychologię, literaturę i aktorstwo. Uzyskawszy dyplom, wyjechał w 1959 do Waszyngtonu, żeby objąć posadę nauczyciela w szkole średniej. Zaczął także karierę muzyczną, występując w grupie pianisty i pioniera organów elektrycznych Wild Billa Davisa.
W 1963 przeniósł się do Nowego Jorku, żeby poszerzyć wykształcenie aktorskie w American Academy of Dramatic Arts. Nie dokończył nauki, gdyż z rekomendacji saksofonisty i flecisty Jerome’a Richardsona otrzymał angaż do big-bandu Quincy’ego Jonesa. Szybko też zaczął pracować jako perkusista studyjny. Jego najsłynniejsze płyty jako muzyka towarzyszącego powstały pod egidą producenta Creeda Taylora, dla którego stał się perkusistą niezbędnym. Uczestniczył w najpopularniejszych nagraniach gitarzysty Wesa Montgomery’ego i organisty Jimmy’ego Smitha. Z jego instrumentalnych umiejętności korzystały dziesiątki muzyków, m.in. kornecista Nat Adderley, saksofoniści Stan Getz, Stanley Turrentine, Rahsaan Roland Kirk i Gato Barbieri, wokaliści Ella Fitzgerald, Peggy Lee, Lena Horne, Astrud Gilberto, Ray Charles i Tony Bennett, gitarzysta Kenny Burrell, klarnecista Benny Goodman, pianiści Count Basie, Duke Ellington, Oscar Peterson i Michel Legrand, puzoniści J.J. Johnson i Kai Winding, oraz kontrabasiści Ron Carter i Niels-Henning Ørsted Pedersen.
Dzięki Gary’emu McFarlandowi, kompozytorowi, aranżerowi i współzałożycielowi krótko istniejącej wytwórni Skye, nagrał jako wokalista kilka albumów. Pierwszy z nich, pt. Windmills of My Mind, ukazał się w 1968. Kolejne płyty wokalne nagrywał w studiach amerykańskich wytwórni Buddah, Janus, Impulse!, Milestone i kilku japońskich. Najbardziej znane piosenki w jego wykonaniu to I Got Six, Naughty Number Nine i Fireworks z telewizyjnego, animowanego serialu edukacyjnego Schoolhouse Rock!.  W komedii kryminalnej Cops and Robbers z 1973 zaśpiewał piosenkę tytułową z muzyką Michela Legranda do słów Jacques’a Wilsona. Natomiast na płycie Threesome zaśpiewał opatrzony tekstem standard jazzowy All Blues, skomponowany przez Milesa Davisa. Mimo dwóch nominacji do Nagrody Grammy w kategoriach wokalnych, jako śpiewak nie zyskał takiego uznania jak perkusista. Nadal więc dużo pracował jako instrumentalista. W połowie lat 70. grał w supergrupie The New York Jazz Quartet. Nie ograniczał się do jazzu. Pracował także z artystami muzyki soul, nagrywając m.in. z Arethą Franklin i Robertą Flack. 19 września 1981 zagrał na słynnym, ogólnodostępnym koncercie pojednania duetu Simon & Garfunkel w nowojorskim Central Parku. W tym samym roku oraz dwa lata później wziął udział w nagraniu ścieżek dźwiękowych do dwóch sezonów bestsellerowego serialu Miasteczko Twin Peaks.
W latach 80. powrócił do nauczania, ale tym razem na poziomie wyższym. Został wykładowcą przedmiotów muzycznych na Uniwersytecie Howarda w Waszyngtonie.
Zmarł w swoim mieszkaniu na Manhattanie. Powodem śmierci były komplikacje, będące skutkiem  choroby Alzheimera, z którą zmagał się przez długi czas. Miał 85 lat. Został pochowany na National Cemetery w Calverton w stanie Nowy Jork. Pozostawił po sobie żonę – Vivian, z którą miał syna – Grady’ego juniora.

## Muzycy, z którymi współpracował
Nat Adderley, Gato Barbieri, Kenny Barron, Count Basie, Tony Bennett, Ray Bryant, Kenny Burrell, Benny Carter, Ron Carter, Ray Charles, Eddie „Lockjaw” Davis, „Wild Bill” Davis, Lou Donaldson, Duke Ellington, Bill Evans, Ella Fitzgerald, Roberta Flack, Aretha Franklin, Stan Getz, Astrud Gilberto, Dizzy Gillespie, Johnny Hodges, Benny Goodman, Roland Hanna, Donny Hathaway, Peter Herbolzheimer, Johnny Hodges, Lena Horne, Freddie Hubbard, Milt Jackson, Illinois Jacquet, Etta James, J.J. Johnson, Quincy Jones, Rahsaan Roland Kirk, Peggy Lee, Michel Legrand, Herbie Mann, Jack McDuff, Bette Midler, Charles Mingus, Wes Montgomery, George Mraz, Oliver Nelson, Niels-Henning Ørsted Pedersen, Oscar Peterson, Houston Person, André Previn, Jerome Richardson, Jimmy Rushing, Lalo Schifrin, Shirley Scott, Carly Simon, Paul Simon, Zoot Sims, Jimmy Smith, Phoebe Snow, Billy Taylor, Clark Terry, Cal Tjader, Stanley Turrentine, Sarah Vaughan, Grover Washington Jr., Ben Webster, Kai Winding, Phil Woods

## Dyskografia
- 1968 Windmills of My Mind (Skye)
- 1969
  - Slaves – Grady Tate with the Gary McFarland Orchestra (Skye)
  - Feeling Life (Skye)
- 1970 After the Long Drive Home (Skye)
- 1972 She Is My Lady (Janus)
- 1974 Movin' Day (Janus, 1974)
- By Special Request (Buddah, 1974) compilation
- 1977 Master Grady Tate (ABC Impulse)
- 1986 Threesome – Monty Alexander–Niels-Henning Ørsted Pedersen–Grady Tate (Soul Note)
- 1991 Grady Tate Sings TNT (Milestone)
- 1993 Body & Soul (Milestone)
- 1999 Feeling Free (Pow Wow)
- 2002 All Love – Grady Tate Sings (Village Records)
- 2006 Grady Tate from the Heart – Songs Sung Live at the Blue Note (Half Note)

Zestawienie wg dat wydania płyt

## Nagrody i wyróżnienia
- 1973 Nominacja do Nagrody Grammy w kategorii „Najlepsze nagranie dla dzieci” za album Mulitiplication Rock[6]
- 1986 Nominacja do Nagrody Grammy w kategorii „Najlepszy jazzowy męski występ wokalny” za utwór She’s Out of My Life z albumu Jimmy’ego Smitha Go for Whatcha Know[6]
- 2013 Wprowadzenie do Muzycznego Panteonu Sław Karoliny Północnej[5]